# Centroscyllium ornatum
Centroscyllium ornatum е вид хрущялна риба от семейство Etmopteridae.

## Разпространение
Видът е разпространен в Бангладеш, Индия (Гуджарат и Ориса), Мианмар и Пакистан.